# Arroyo del Medio (Río San Salvador)
Der Arroyo del Medio ist ein Fluss in Uruguay.
Der zum Einzugsgebiet des Río Uruguay zählende Fluss entspringt unweit östlich von La Concordia. Von dort fließt er in nordöstliche Richtung und mündet nordöstlich von La Concordia flussabwärts der Mündung des Arroyo del Espinillo als linksseitiger Nebenfluss in den Río San Salvador.